# A halálsoron
A halálsoron (The Green Mile) Stephen King amerikai író 1996-ban, hat kötetben megjelent folytatásos regénye, amelyet 2000-ben egy kötetben is kiadtak. Magyarul először az amerikai kiadáshoz hasonlóan hat kötetben adta ki a regényt az Európa Könyvkiadó, Bihari György fordításában, 1997-ben, majd 2003-ban egy kötetben.

## Cselekmény
|  | Alább a cselekmény részletei következnek! |

A történet főhőse Paul Edgecombe, a Cold Mountain fegyház fegyőre. Fontos szerepe van még a regényben a hatalmas, fekete bőrű John Coffey-nak, akit a fegyház E blokkjába börtönöznek be – a halált jelentő blokkba. Ez az a hely, amely otthont ad az Öreg Füstösnek, vagyis a villamosszéknek, és természetesen magának a halálsornak. Annak a folyosónak, amely a halált jelentő villamosszékhez vezet. Coffey-t megvádolják, majd bűnösnek találják a Detterick ikrek meggyilkolásában. A két halott kislányt karjaiban találták meg egy mezőn.
De a többi börtönlakó története is ez egyben: Arlen Bitterbucké, az indiáné, aki az első, akit a történet során kivégeznek; Eduard Delacroix-é, a kis franciáé és Billy Whartoné, aki az egyik legveszélyesebb börtönlakó, aki valaha Cold Mountainbe került. Megismerjük természetesen a többi őrt is, Brutus Howellt, Dean Stantont, Harry Terwilligert, és Percy Wetmore-t. És van még egy roppant fontos szereplője a történetnek: Mr. Jingles, az egér, amely időről időre felbukkan az E blokkban.
John Coffey azonban valahogy különbözik a többi rabtól: fél a sötétben, az idő nagy részében könnyezik a szeme, és van egy képessége, amelyet használni tud, ha akar. Paul Edgecombe, az E blokk főőre nagyon hamar felismeri ezt. És abban is biztos, hogy nem Coffey ölte meg a két kislányt. Felsorakoztatja bizonyítékait, és meg szeretné győzni kollégáit is.
|  | Itt a vége a cselekmény részletezésének! |

## Magyarul
- A halálsoron. Regény hat részben, 1–6.; ford. Bihari György; Európa, Bp., 1997
  - 1. A két halott lány
  - 2. Egér a halálsoron
  - 3. Coffey keze
  - 4. Eduard Delacroix szörnyű halála
  - 5. Éjszakai utazás
  - 6. Coffey a halálsoron

## Adaptációk
Frank Darabont rendezésében 1999-ben azonos címmel film is készült a regény alapján Tom Hanks-szel a főszerepben.